# Lo que me costó el amor de Laura
Lo que me costó el amor de Laura es una opereta de 1998 escrita y compuesta por el escritor y músico argentino Alejandro Dolina. Fue editada como libro, acompañada por un CD doble y más tarde representada en teatros argentinos por distintas compañías. En la versión original participaron artistas de la talla de Mercedes Sosa, Ernesto Sabato, Joan Manuel Serrat, Sandro, Horacio Ferrer, Juan Carlos Baglietto, Julia Zenko y Les Luthiers, acompañados por la Orquesta Sinfónica Nacional. La obertura es comúnmente usada como tema de apertura del clásico programa radial conducido por Dolina, La venganza será terrible. La obra se reeditó en el año 2010.

## Argumento
La obra cuenta la historia de Manuel, un hombre que llega al bar Pampa y narra a los parroquianos la historia de su amor con Laura. Conoció a dicha mujer en un casino y se enamoró inmediatamente. La mujer amada le pidió a cambio de su amor una llave, que Manuel debía recoger en un lugar llamado el Barrio del Dolor. Durante la búsqueda, Manuel se encuentra con diferentes personajes. 
Manuel describe su aventura como «la historia de un dolor / que al que lo siente hace mejor». Pese a los pasos de comedia, es un relato trágico. La búsqueda del amor y la dicha arrastra al personaje apresuradamente hacia el olvido y la muerte.

## Canciones

### Disco 1
| N.º | Título                               | Duración |  |
| 1.  | «Obertura»                           | 7:19     |  |
| 2.  | «Bar Pampa»                          | 3:57     |  |
| 3.  | «El encuentro»                       | 3:36     |  |
| 4.  | «Aparece Laura»                      | 3:19     |  |
| 5.  | «Coro de las Didascalias»            | 3:37     |  |
| 6.  | «Hay algo que usted tiene que saber» | 3:07     |  |
| 7.  | «Va el enamorado»                    | 1:56     |  |
| 8.  | «Está lindo el barrio»               | 3:27     |  |
| 9.  | «La mujer de negro»                  | 1:55     |  |
| 10. | «La Nube de la duda»                 | 2:36     |  |
| 11. | «Breve intermedio»                   | 0:12     |  |
| 12. | «Vidalita del camino»                | 4:09     |  |
| 13. | «Coro de los desorientadores»        | 3:53     |  |
| 14. | «El triunfo de la ignorancia»        | 3:31     |  |
| 15. | «La tropilla de los recuerdos»       | 2:56     |  |

### Disco 2
| N.º | Título                            | Duración |  |
| 1.  | «El mozo»                         | 0:23     |  |
| 2.  | «Distancia»                       | 3:16     |  |
| 3.  | «La esquina del tiempo que vuela» | 2:30     |  |
| 4.  | «La sombra»                       | 2:14     |  |
| 5.  | «El seductor»                     | 3:39     |  |
| 6.  | «Las chicas feas»                 | 1:28     |  |
| 7.  | «El secreto del mozo»             | 2:02     |  |
| 8.  | «Coro del carnaval triste»        | 2:07     |  |
| 9.  | «Murga del tiempo»                | 3:14     |  |
| 10. | «La despedida»                    | 1:02     |  |
| 11. | «La dama del puente»              | 4:18     |  |
| 12. | «¿Quién es usted?»                | 2:02     |  |
| 13. | «Tango de la Muerte»              | 2:11     |  |
| 14. | «Una sombra entra en el bar»      | 0:50     |  |
| 15. | «Los que aman no mueren jamás»    | 3:27     |  |
| 16. | «El enamorado y la muerte»        | 7:48     |  |

## Elenco

### Álbum (1998)
- Alejandro Dolina (1944-): Manuel
- Julia Zenko (1958-): Laura
- Marcos Mundstock (1942-2020): el Relator
- Juan Carlos Baglietto (1956-): el Otro / la Muerte
- Joan Manuel Serrat (1943-): el Guardián
- Mercedes Sosa (1935-2009): la Pitonisa
- Sandro (1945-2010): el Seductor
- Les Luthiers: Los Hombres Sabios
- Horacio Ferrer (1933-2014): el Vecino
- Los Huanca Hua: la Murga del Tiempo
- Gabriel Rolón (1961-): el Corroborador
- Ernesto Sabato (1911-2011): el Mozo
- Elizabeth Vernaci (1961-): La Morocha
- Claudia Brant (1968-): la Dama del Puente
- Martín Dolina: el Pibe
- Guillermo Stronati: el Pelado
- Ana Naón y Sonia Rolón: las Chicas Feas
- Carlos Bugarín y Héctor Pilatti: los Borrachos

### Teatro (2000)
- Alejandro Dolina (1944-): Manuel
- Karina Beorlegui: Laura
- Guillermo Fernández (1958-): el Otro
- Marcelo San Juan (1951-): el Guardián
- Marián Farías Gómez (1944-): la Pitonisa
- José Ángel Trelles (1944-2022)
- Julia Zenko (1958-): la Mujer Misteriosa
- Roberto Fiore (1936-2006): el Mozo
- Pollo Mactas (1954-): el Vecino
- Quique Pesoa (1950-): el Locutor
- Los Huanca Hua: la Murga del Tiempo
- Gabriel Rolón (1961-): el Corroborador
- Martín Dolina: el Pibe
- Andrea Perrone: la Dama Del Puente
- Gisela Baum y Mirta Arrúa Lichi: las Chicas Feas
- María Marta Pizzi: la Morocha.

## Ediciones
- Dolina, A.: Lo que me costó el amor de Laura. Opereta criolla. Buenos Aires: Colihue, 1998. ISBN 987-972-630-8
- Dolina, A.: Lo que me costó el amor de Laura. Opereta criolla. Buenos Aires: Planeta, 2010. ISBN 978-950-492-211-7